# Яновичі
Я́новичі (біл. Янавічы) — селище міського типу в Вітебській області Білорусі, в Вітебському району.
Населення селища становить 1,0 тис. осіб (2006).
В селищі працює молокозавод, філіал Вітебського ВАТ «Молоко». 2007 року відкрито агромістечко «Яновичі».

## Історія
Яновичі вперше згадуються на початку XIX століття і належали Дворецьким-Богдановичам. Вони збудували тут садибу та парк (зруйновані в 1917 році). 1885 року була збудована Троїцька церква (зруйнована в 1943 році). На початок XX століття в селищі проживало до 2 тис. осіб. З 1957 року Яновичі стали центром Суразького району, пізніше увійшли до складу Вітебського району, з 1962 року — в складі Ліозненського району, потім знову в складі Вітебського району. 2006 року селище отримало герб.
| Білорусь | Це незавершена стаття з географії Білорусі. Ви можете допомогти проєкту, виправивши або дописавши її. |